# Ptecticus woodleyi
Ptecticus woodleyi är en tvåvingeart som beskrevs av James 1982. Ptecticus woodleyi ingår i släktet Ptecticus och familjen vapenflugor. Inga underarter finns listade i Catalogue of Life.